# Islas de Calamianes
Las  islas de Calamianes (del inglés: Calamián Islands) son un pequeño grupo de islas ubicado entre el mar de la China Meridional y el mar de Sulú, entre las islas de Mindoro, al noreste, y Palawan, al suroeste. Administrativamente pertenecen a las Islas Filipinas, parte de la provincia de Palawan (región de las Bisayas Occidentales). Tienen una superficie total de 1753 km² y una población de unos 88.000 habitantes (2007).

## Geografía
Las principales islas del grupo, de norte a sur, son:
- Busuanga, de 890 km² y unos 45.000 habitantes en el año 2000;
- Corón, de 71 km² y unos 2500 habitantes en 2007;
- Culion, de 389 km² y 17.194 habitantes en 2007;
- Linapacan, de 103 km² y 11.688 habitantes en 2007.

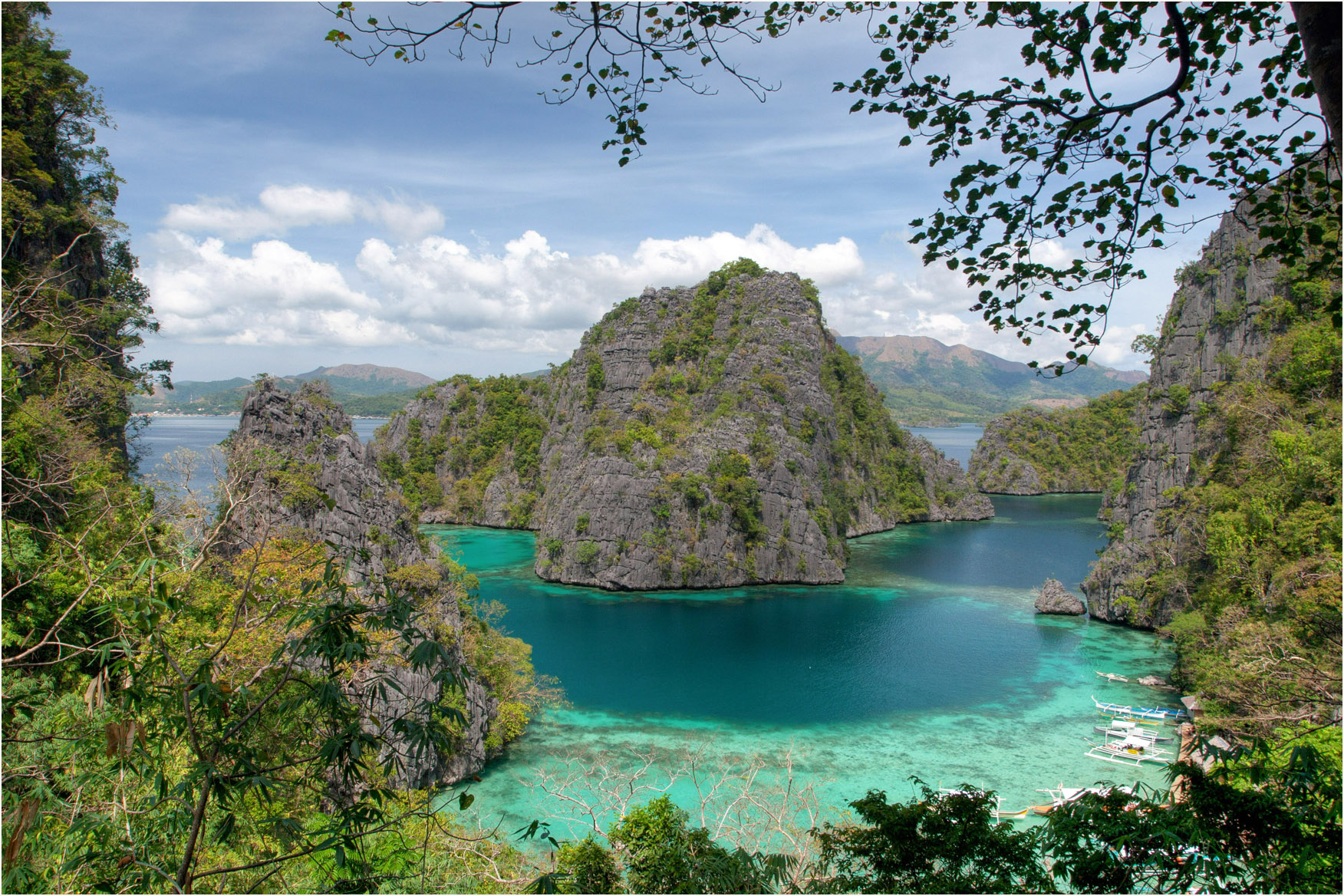
Una cala en la isla de Coron

Además de estas islas , hay más de un centenar de pequeñas islas de coral y otros islotes.
Las islas principales son generalmente montañosas y están densamente pobladas. Las ocupaciones principales de sus habitantes son, históricamente, la agricultura y la pesca de subsistencia, a la que se han añadido en los últimos años la industria del turismo,  atraído por la belleza natural de las islas, ya que algunas de las mejores playas, islas y lugares turísticos del país se encuentran en este grupo de islas.
El asentamiento principal es Corón (también llamada Corón Ciudad), ubicado en el sureste de la isla de Busuanga, frente a la isla de Corón.
También se encuentran en estas islas la masa de agua interior más pura de las Filipinas, el lago Kayangan, y la isla de Calauit, que sirve de hogar a varias especies de animales africanos en peligro de extinción.
En el archipiélago habita una especie de cérvido única, en peligro de extinción, el ciervo de los Calamianes (Axis calamianensis), así como una pequeña musaraña, la tupaya de las islas Calamian (Tupaia moellendorffi) y una especie de varano acuático (el varanus salvator marmoratus) .

## Historia
Históricamente, las islas de Calamianes constituían la provincia político-militar española de Calamianes. España compró más tarde la parte continental de Paragua al sultán de Borneo. Durante la ocupación estadounidense, la antigua Provincia de Calamianes fue disuelta y administrada conjuntamente con la isla de Paragua como la nueva provincia de Palawan.
Desde el régimen estadounidense y hasta hace poco, las Calamianes sirvieron de acogida a la colonia de leprosos de Culion, que ahora es un municipio ordinario de las Filipinas.
El secreto de buceo mejor guardado del mundo, los restos de los naufragios japoneses hundidos en la Segunda Guerra Mundial, también se encuentran en silencio entre sus aguas, como testimonio de un pasado terrible, la mayoría de los cuales se hallan a profundidades accesibles.